# (31469) Aizawa
Pour les articles homonymes, voir Aizawa.
(31469) Aizawa est un astéroïde de la ceinture principale.

## Description
(31469) Aizawa est un astéroïde de la ceinture principale. Il fut découvert le 10 février 1999 à Socorro (Nouveau-Mexique) par le projet LINEAR. Il présente une orbite caractérisée par un demi-grand axe de 2,34 UA, une excentricité de 0,16 et une inclinaison de 5,4° par rapport à l'écliptique.

## Compléments